# Cemzavod
Cemzavod (in russo Цемзавод?) è un insediamento di tipo urbano della Russia europea, situato nel rajon Sengileevskij dell'oblast' di Ul'janovsk.
Si trova sulla riva destra del Volga (bacino di Kujbyšev), poco a nord-ovest di Sengilej (il centro distrettuale).